# Junelle Bromfield
Junelle Bromfield, född 8 februari 1998, är en jamaicansk kortdistanslöpare.

## Karriär
Bromfield ingick i det jamaicanska laget som tog brons på 4 x 400 meter vid OS 2020, silver på VM 2022 och guld vid VM 2022 inomhus.